# تپه کردآباد شماره ۲
تپه کرد آباد شماره ۲ مربوط به سده‌های اولیه و میانه دوران‌های تاریخی پس از اسلام است و در شهرستان کبودر آهنگ، بخش مرکزی، دهستان حاجیلو، ۳۰۰ متری شمال غرب روستای کرد آباد واقع شده و این اثر در تاریخ ۳۰ بهمن ۱۳۸۶ با شمارهٔ ثبت ۲۱۱۸۹ به‌عنوان یکی از آثار ملی ایران به ثبت رسیده است.